# مسابقات فرمول یک فصل ۲۰۲۱

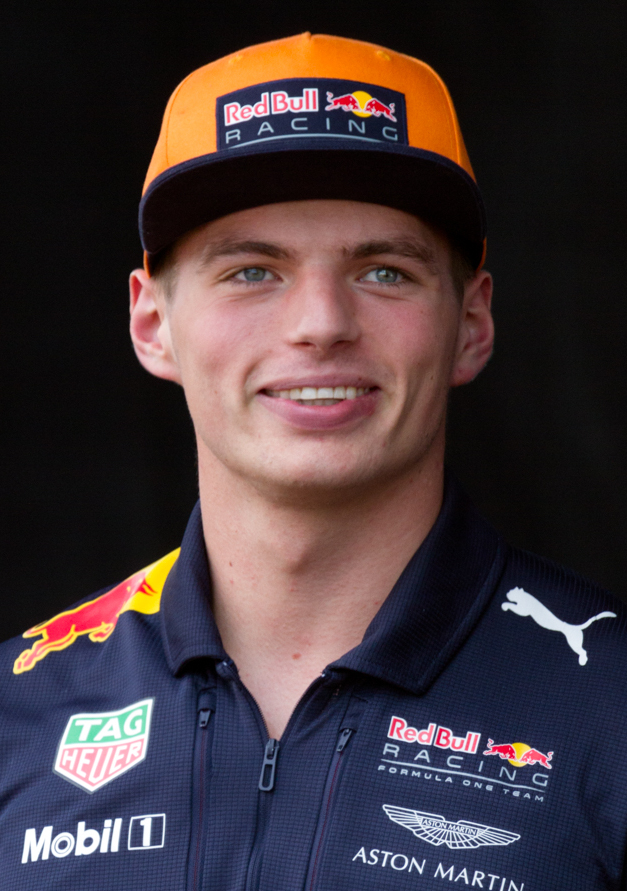
مکس ورستپن قهرمان جدول رانندگان(با ۳۹۵٫۵ امتیاز) شد.
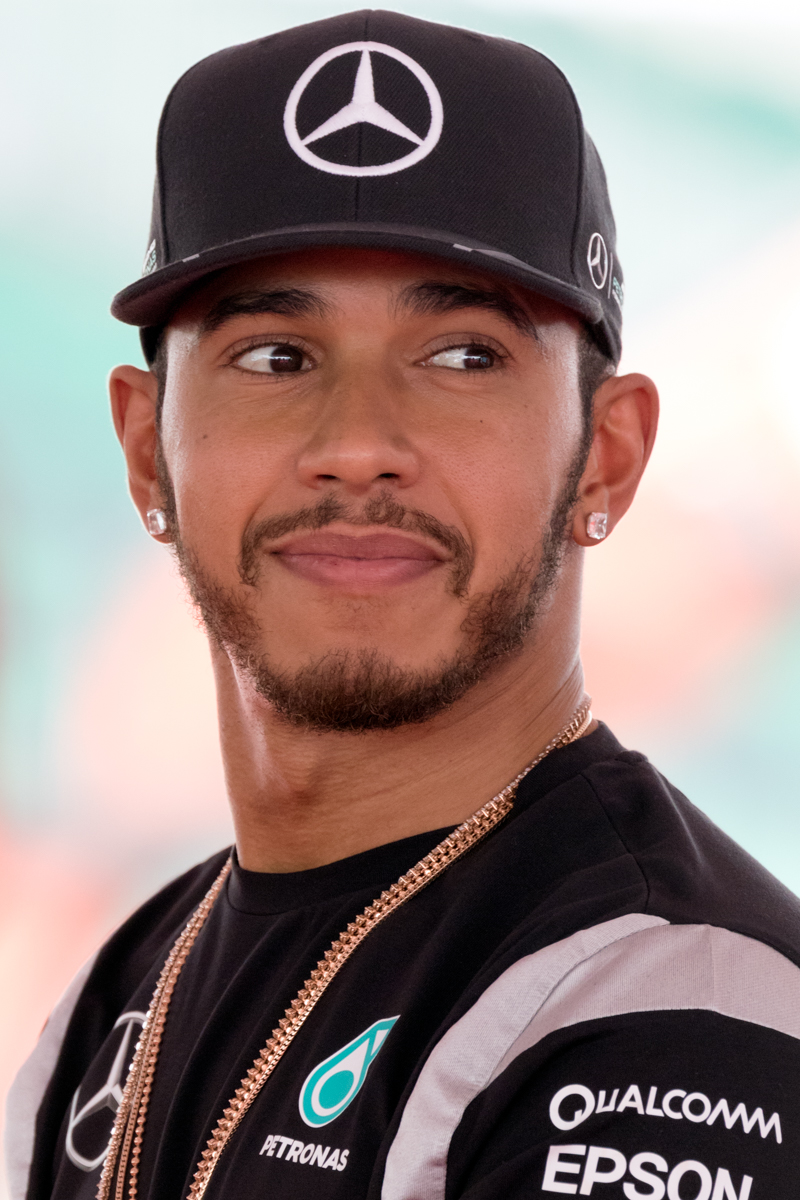
لوئیس همیلتون در جایگاه دوم رده‌بندی رانندگان قرار گرفت.
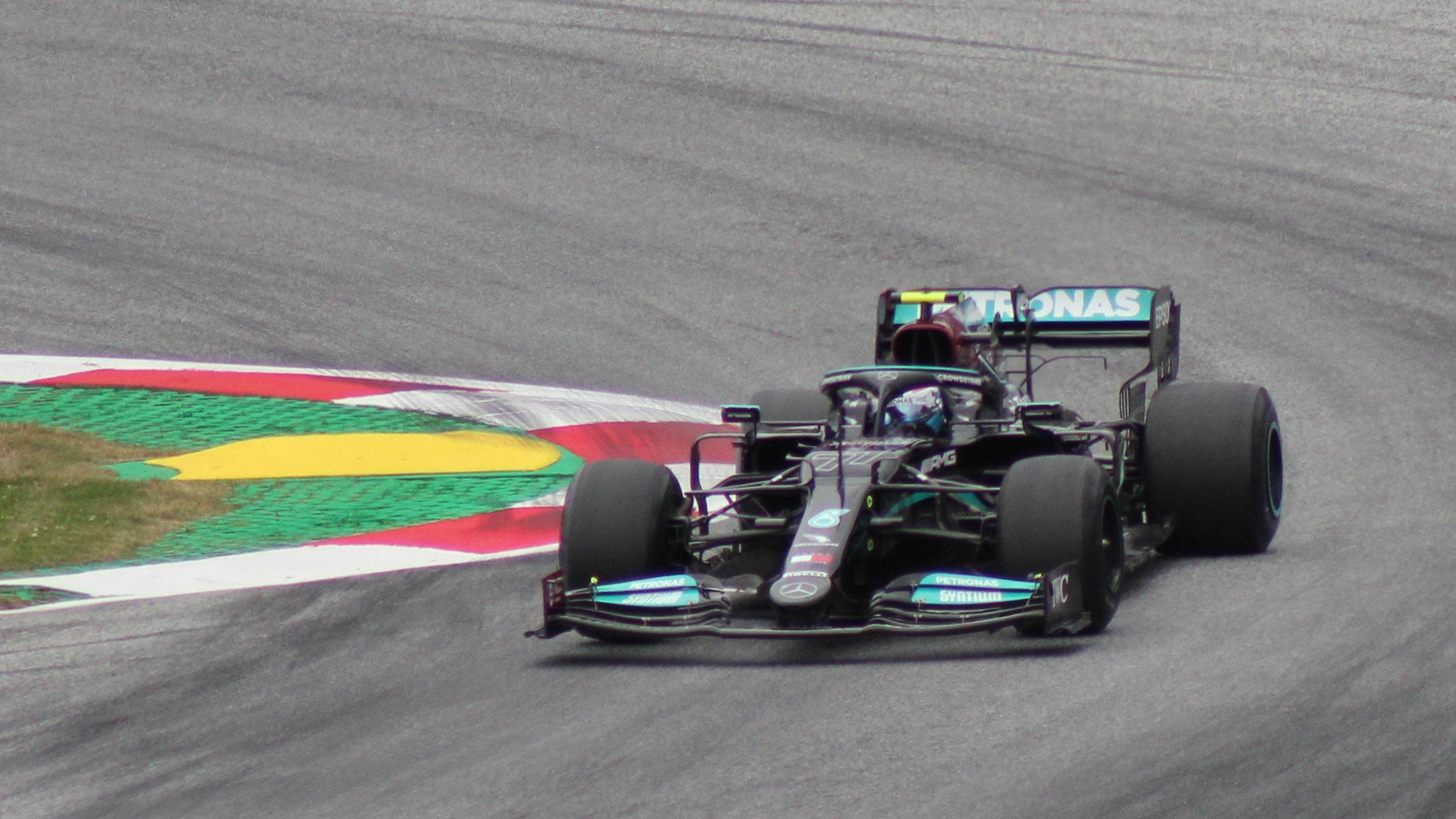
تیم فرمول یک مرسدس قهرمان رده‌بندی سازندگان شد.

مسابقات قهرمانی جهان فرمول یک فصل ۲۰۲۱ (به انگلیسی: 2021 FIA Formula One World Championship) یک مسابقهٔ موتوری برنامه‌ریزی‌شده میان خودروهای فرمول یک است که به عنوان هفتاد و دومین دور از مسابقات قهرمانی جهان فرمول یک برگزار شد. این مسابقات از سوی فدراسیون بین‌المللی اتومبیل‌رانی (فیا)، هیئت حاکم بر ورزش‌های موتوری بین‌المللی، به عنوان بالاترین کلاس برای رقابت میان خودروهای مسابقه‌ای چرخ‌باز قلمداد می‌شود. این مسابقهٔ قهرمانی، که از مارس ۲۰۲۱ آغاز شد و در دسامبر ۲۰۲۱ پایان یافت، این رقابت‌ها قرار بود طی بیست و سه گراند پری انجام خواهد شود، اما با لغو و جایگزینی بعضی مسابقات در نهایت تبدیل به بیست و دو تبدیل شد، اما با این حال در زمان برگزاری طولانی‌ترین فصل در تاریخ مسابقات این رشتهٔ ورزشی بود.

## شرکت‌کنندگان
| شرکت کنندگان                        | سازنده       | شاسی          | پیشرانه                      | شماره | راننده            | نام مخفف | مسابقات | راننده رزرو     |
| ----------------------------------- | ------------ | ------------- | ---------------------------- | ----- | ----------------- | -------- | ------- | --------------- |
| مرسدس آام‌گ پتروناس موتوراسپورت      | مرسدس        | اف ۱ دبلیو ۱۲ | مرسدس-AMG M12 E Performance  | ۴۴    | لوییس همیلتون     | HAM      | ۱–۱۴    | اشتوفل واندون   |
| مرسدس آام‌گ پتروناس موتوراسپورت      | مرسدس        | اف ۱ دبلیو ۱۲ | مرسدس-AMG M12 E Performance  | ۷۷    | والتری بوتاس      | BOT      | ۱–۱۴    | اشتوفل واندون   |
| تیم مسابقه ردبول هوندا              | ردبول        | آربی۱۶بی      | هوندا RA621H                 | ۳۳    | مکس ورشتپن        | VER      | ۱–۱۴    | الکساندر البون  |
| تیم مسابقه ردبول هوندا              | ردبول        | آربی۱۶بی      | هوندا RA621H                 | ۱۱    | سرجیو پرز         | PER      | ۱–۱۴    | الکساندر البون  |
| تیم فرمول یک مکلارن                 | مک‌لارن       | ام‌سی‌ال۳۵ام    | مرسدس-AMG M12 E Performance  | ۳     | دنیل ریکاردو      | RIC      | ۱–۱۴    |                 |
| تیم فرمول یک مکلارن                 | مک‌لارن       | ام‌سی‌ال۳۵ام    | مرسدس-AMG M12 E Performance  | ۴     | لندو نوریس        | NOR      | ۱–۱۴    |                 |
| تیم فرمول یک استون مارتین کوگنیزانت | استون مارتین | ای‌ام‌ار۲۱      | مرسدس -AMG M12 E Performance | ۵     | سباستین فتل       | VET      | ۱–۱۴    | نیکو هالکنبرگ   |
| تیم فرمول یک استون مارتین کوگنیزانت | استون مارتین | ای‌ام‌ار۲۱      | مرسدس -AMG M12 E Performance | ۱۸    | لانس استرول       | STR      | ۱–۱۴    | نیکو هالکنبرگ   |
| تیم فرمول یک الپاین                 | آلپاین       | ای۵۲۱         | رنو E-Tech 20B               | ۱۴    | فرناندو آلونسو    | ALO      | ۱–۱۴    | دانیل کویات     |
| تیم فرمول یک الپاین                 | آلپاین       | ای۵۲۱         | رنو E-Tech 20B               | ۳۱    | استبان اوکون      | OCO      | ۱–۱۴    | گوانیو ژو       |
| اسکودریا فراری میسیژن وینو          | فراری        | اس‌اف ۲۱       | فراری ۰۶۵/۶                  | ۱۶    | چارلز لکرک        | LEC      | ۱–۱۴    |                 |
| اسکودریا فراری میسیژن وینو          | فراری        | اس‌اف ۲۱       | فراری ۰۶۵/۶                  | ۵۵    | کارلوس ساینز      | SAI      | ۱–۱۴    |                 |
| اسکودریا آلفاتاوری هوندا            | آلفاتاوری    | ای‌تی۰۲        | هوندا RA621H                 | ۱۰    | پیر گسلی          | GAS      | ۱–۱۴    | الکساندر آلبون  |
| اسکودریا آلفاتاوری هوندا            | آلفاتاوری    | ای‌تی۰۲        | هوندا RA621H                 | ۲۲    | یوکی سونودا       | TSU      | ۱–۱۴    | الکساندر آلبون  |
| الفارومئو ریسینگ اورلن              | آلفارومئو    | سی۴۱          | فراری 065/6                  | ۷     | کیمی رایکونن      | RAI      | ۱–۱۳    | رابرت کوبیکا    |
| الفارومئو ریسینگ اورلن              | آلفارومئو    | سی۴۱          | فراری 065/6                  | ۹۹    | آنتونیو جیووناتزی | GIO      | ۱–۱۴    | رابرت کوبیکا    |
| تیم فرمول یک اورالکالی هاس          | هاس          | وی‌اف۲۱        | فراری 065/6                  | ۹     | نیکیتا مازپین     | MAZ      | ۱–۱۴    | پیترو فیتیپالدی |
| تیم فرمول یک اورالکالی هاس          | هاس          | وی‌اف۲۱        | فراری 065/6                  | ۴۷    | میک شوماخر        | MSC      | ۱–۱۴    | پیترو فیتیپالدی |
| ویلیامز ریسینگ                      | ویلیامز      | اف‌دبلیو۴۳     | مرسدس-AMG M12 E Performance  | ۶     | نیکلاس لطیفی      | LAT      | ۱–۱۴    | روی نیسانی      |
| ویلیامز ریسینگ                      | ویلیامز      | اف‌دبلیو۴۳     | مرسدس-AMG M12 E Performance  | ۶۳    | جورج راسل         | RUS      | ۱–۱۴    | روی نیسانی      |

### تغییرات تیم‌ها
- تیم فرمول یک رنو بعد از بازگشت از سال ۲۰۱۶ برای افزایش بازار شرکت زیر مجموعه خودش به نام الپاین، نام تیم را به الپاین تغییر داد.[۳۷]
- تیم فرمول یک ریسینگ پوینت بعد از جدایی استون مارتین از ردبول، نامش را به استون مارتین تغییر داد.[۳۸]
- تیم فرمول یک مکلارن، پس از سال ۲۰۱۴، دوباره از موتور مرسدس استفاده خواهد کرد.[۳۹]
- تیم فرمول یک ویلیامز که از سال ۱۹۷۷ توسط فرانک ویلیامز تأسیس شده بود. مدیران این تیم فرانک ویلیامز و در اواخر کلر ویلیامز (دختر فرانک ویلیامز) بودند و از این فصل خانواده ویلیامز مدیریت تیم را بر عهده نخواهد داشت.[۴۰]

### تغیرات رانندگان
- فرناندو آلونسو قهرمان دو دوره رقابت‌ها پس از دو سال غیبت با تیم فرمول یک آلپاین دوباره به مسابقات بازگشت.[۴۱][۴۲]
- دنیل ریکاردو پس ۲ سال از تیم رنو جدا شد و به تیم مک‌لارن پیوست.[۴۳][۴۴]
- کارلوس ساینز جانشین سباستین فتل در تیم فراری شد.[۴۵][۴۶]
- سباستین فتل پس از ۶ سال از تیم فراری جدا شد و به تیم استون مارتین پیوست.[۴۷]
- تیم ریسینگ پوینت قرارداد راننده خود، سرجیو پرز را به صورت یک طرفه فسخ کرد و این راننده به تیم ردبول پیوست.[۴۸]
- میک شوماخر فرزند مایکل شوماخر و نیکیتا مازپین از فرمول دو راهی تیم فرمول یک هاس شدند.[۴۹][۵۰][۵۱][۵۲]
- دانیل کویات به خاطر نتایج ضعیف اخراج و به جای ان یوکی سونودا از فرمول دو به تیم فرمول یک آلفاتاوری پیوست.[۲۷]
- کوین مگنوسن و رومن گروژان رانندگان فصل پیش هاس برای این فصل نتوانستند صندلی ای برای خود پیدا کنند.[۵۳][۵۴][۵۵][۵۶]
- الکساندر البون راننده فصل پیش ردبول به خاطر نتایج ضعیف به راننده ذخیره این تیم تبدیل شد و در رقابت‌های DTM شرکت خواهد کرد.[۵۷][۵۸]

## تقویم

کشورهایی که به عنوان میزبان یک جایزه بزرگ در فصل ۲۰۲۱ انتخاب شده‌اند، با رنگ سبز، و موقعیت پیست‌های مسابقه با نقطهٔ سیاه مشخص شده‌است. کشورهای میزبان سابق نیز با رنگ خاکستری تیره، و موقعیت پیست‌های مسابقهٔ سابق با نقطهٔ سفید مشخص شده‌است.

بیست و دو گراند پری زیر به عنوان بخشی از مسابقات قهرمانی فصل ۲۰۲۱ برنامه‌ریزی و برگزار شد. هر مسابقه در کمترین تعداد دورهایی برگزار می‌شود که مجموع مسافت آن‌ها از ۳۰۵ کیلومتر (۱۹۰ مایل) بگذرد؛ در این میان تنها استثنا از آن جایزه‌بزرگ موناکو استکه طول آن ۲۶۰ کیلومتر (۱۶۰ مایل) است.
جایزه بزرگ‌های بریتانیا، ایتالیا و سائوپائولو با فرمت اسپرینت برگزار شدند. این به‌این معناست که قبل از مسابقه اصلی، همانند مسابقات فرمول ۲، یک مسابقه کوتاه‌تر برگزار می‌شود که رده شروع رانندگان در مسابقه اصلی را تعیین می‌کند. به ۳ نفر اول امتیاز داده می‌شود.
| راند   | گراند پری                 | پیست                              | تاریخ مسابقه |
| ------ | ------------------------- | --------------------------------- | ------------ |
| ۱      | جایزه بزرگ بحرین          | پیست بین‌المللی بحرین، صخیر        | ۲۸ مارس      |
| ۲      | جایزه بزرگ امیلیا رومانیا | پیست ایمولا، ایمولا               | ۱۸ آوریل     |
| ۳      | جایزه بزرگ پرتغال         | پیست بین‌المللی الگاروه، پرتیمائو  | ۲ می         |
| ۴      | جایزه بزرگ اسپانیا        | پیست بارسلون-کاتالونیا، بارسلون   | ۹ مه         |
| ۵      | جایزه بزرگ موناکو         | پیست موناکو، مونت‌کارلو            | ۲۳ مه        |
| ۶      | جایزه بزرگ آذربایجان      | پیست شهری باکو، باکو              | ۶ ژوئن       |
| ۷      | جایزه بزرگ فرانسه         | پیست پل ریکارد، لا کستلت          | ۲۰ ژوئن      |
| ۸      | جایزه بزرگ اشتیریا        | پیست رد بول، اسپیلبرگ             | ۲۷ ژوئن      |
| ۹      | جایزه بزرگ اتریش          | پیست رد بول، اسپیلبرگ             | ۴ ژوئیه      |
| ۱۰     | جایزه بزرگ بریتانیا       | پیست سیلورستون، سیلورستون         | ۱۸ ژوئیه     |
| ۱۱     | جایزه بزرگ مجارستان       | هونگارورینگ، بوداپست              | ۱ اوت        |
| ۱۲     | جایزه بزرگ بلژیک          | پیست اسپا-فرانکورشان، ستوولو      | ۲۹ اوت       |
| ۱۳     | جایزه بزرگ هلند           | پیست زاندفورت، زاندفورت           | ۵ سپتامبر    |
| ۱۴     | جایزه بزرگ ایتالیا        | پیست ناتزیوناله مونتزا، مونتزا    | ۱۲ سپتامبر   |
| ۱۵     | جایزه بزرگ روسیه          | پیست اتومبیل‌رانی سوچی، سوچی       | ۲۶ سپتامبر   |
| ۱۶     | جایزه بزرگ ترکیه          | استانبول پارک، ترکیه              | ۱۰ اکتبر     |
| ۱۷     | جایزه بزرگ ایالات متحده   | پیست امریکاس، آستین، تگزاس        | ۲۴ اکتبر     |
| ۱۸     | جایزه بزرگ مکزیکوسیتی     | پیست هرمانوس رودریگز، مکزیکو سیتی | ۷ نوامبر     |
| ۱۹     | جایزه بزرگ سائوپائولو     | پیست ژوزه کارلوس پیس، سائو پائولو | ۱۴ نوامبر    |
| ۲۰     | جایزه بزرگ قطر            | پیست بین‌المللی لوسیل، لوسیل       | ۲۱ نوامبر    |
| ۲۱     | جایزه بزرگ عربستان سعودی  | پیست خیابانی جده، جده             | ۵ دسامبر     |
| ۲۲     | جایزه بزرگ ابوظبی         | پیست یاس مارینا، ابوظبی           | ۱۲ دسامبر    |
| منابع: |                           |                                   |              |

پیست‌هایی که برای فصل ۲۰۲۱ برنامه‌ریزی شده بودند، اما به دلیل بیماری همه‌گیر کووید-۱۹ لغو شده‌اند:
| جایزه بزرگ          | پیست                            | تاریخ اصلی |
| ------------------- | ------------------------------- | ---------- |
| جایزه بزرگ چین      | پیست بین‌المللی شانگهای، شانگهای | ۱۱ آوریل   |
| جایزه بزرگ کانادا   | پیست ژیل ویلنوو، مونترآل        | ۱۳ ژوئن    |
| جایزه بزرگ سنگاپور  | پیست خیابانی مارینا بی، سنگاپور | ۳ اکتبر    |
| جایزه بزرگ ژاپن     | پیست بین‌المللی سوزوکا، سوزوکا   | ۱۰ اکتبر   |
| جایزه بزرگ استرالیا | پیست گراند پری ملبورن، ملبورن   | ۲۱ نوامبر  |
| منابع:              |                                 |            |

## مقررات
مسابقات قهرمانی فرمول یک در سال ۲۰۲۱ قرار به اعمال تغییرات قابل توجه در مقررات، از جمله حاکمیت این ورزش، طراحی اتومبیل‌ها و قوانین ورزشی بود که هدف آن نزدیک کردن رقابت بین تیم‌ها است، اما در مارس ۲۰۲۰ به دلیل اختلال ناشی از بیماری همه گیر کووید-۱۹، این قوانین به تأخیر افتاد. تغییرات قوانین در عوض در سال ۲۰۲۲ ارائه می‌شود.

### مقررات مالی
این مسابقات به دلیل معرفی حداکثر هزینه ۱۴۵ میلیون دلار در سال، محدودیت بودجه ای را ارائه می‌دهد. تیم‌ها ملزم به استفاده از مواد تجاری بیشتر و ارائه هزینه‌های سالانه خود شدند. برخی از تیم‌ها با استناد به نگرانی از تأثیر طولانی مدت مالی همه‌گیری کووید-۱۹، آینده ۴ تیم را تهدید می‌کنند تا سقف بودجه را به ۱۰۰ میلیون دلار کاهش دهند. راس براون، مدیر عامل فرمول یک اظهار داشت که هدف این ورزش کاهش بیشتر بودجه در سالهای آینده است.

### مقررات ورزشی
تیم‌ها باید به راننده‌ای که در کمتر از دو مسابقه جایزه بزرگ شرکت کرده‌است اجازه دهند در یک جلسه تمرین جمعه در طول فصل، جایگزین یکی از رانندگان اصلی مسابقه خود شود. در حالی که این قوانین برای ایجاد فرصتی برای رانندگان غیر فرمول یک برای آزمایش اتومبیل‌های فرمول یک در نظر گرفته شده‌است، متن این قانون به این معنی است که اگر یکی از رانندگان عادی خود در فصل، تازه‌وارد باشد تیم‌ها این شرایط را برآورده می‌کنند.
به دنبال خطای لاستیک مرسدس هنگام جایزه بزرگ صخیر سال ۲۰۲۰، جایی که به جورج راسل در حین پیت استاپ، لاستیک‌های جلویی اختصاص داده شده به والتری بوتاس داده شد، فیا قوانین استفاده از لاستیک را تنظیم کرد. رانندگان با استفاده از مجموعه‌های ترکیبی یا استفاده از مجموعه‌های اختصاصی داده شده به راننده دیگر در اتومبیل خود مجاز به انجام دو دور قبل از راننده برای ایجاد خطا قبل از مواجه با مجازات هستند. طبق قوانین قبلی، به محض وقوع چنین خطایی، رانندگان می‌توانند رد صلاحیت شوند.
محدودیت زمان مسابقه برای مسابقات با پرچم قرمز نیز از ۴ ساعت به ۳ ساعت کاهش یافت.

### ساختار آخر هفته مسابقه
برای فصل ۲۰۲۱، برنامه آخر هفته مسابقات در دست تجدید نظر قرارگرفت. طبق مقررات موجود از قبل، آخر هفته هر مسابقه چهار روز طول می‌کشد که پنج شنبه قبل از مسابقه مختص رویدادهای تبلیغاتی و رسانه‌ای است. با این حال، طبق مقررات سال ۲۰۲۱، تمام وقایع روز پنجشنبه با کاهش زمان بین فعالیت‌های جمعه به صبح جمعه منتقل می‌شوند. بعد از پایان تمرین، ماشین‌ها به جای تعیین خط، تحت شرایط پارک بسته قرار می‌گیرند و باعث محدودیت بیشتر تیم‌ها و رانندگان می‌شوند که تغییرات عمده ای در تنظیمات قبل از مسابقه ایجاد می‌کنند. طول دو جلسه تمرین جمعه از ۹۰ دقیقه (همان‌طور که از فصل ۲۰۰۷ اتفاق افتاده بود) به ۶۰ دقیقه کاهش می‌یابد.
سری دابلیو ۲۰۲۱ برای رانندگان زن در کنار فرمول ۲، فرمول ۳ و پورشه سوپرجام به لیست سری‌های مسابقات پشتیبانی اضافه شد. فصل ۲۰۲۱ سری دابلیو در پیست پل ریکارد آغاز شد، و در اواخر اکتبر در مکزیکوسیتی به پایان رسید. فرمول ۲ و فرمول ۳ به جای اقدامات مشابه صرفه جویی در هزینه، آخر هفته‌های متناوب از فرمول یک پشتیبانی می‌کنند.

### تغییرات پیشنهادی
مسابقه اسپرینت توسط فیا در این مسابقات مورد بررسی قرار داده شد. ۳ مسابقه جایزه بزرگ بریتانیا، جایزه بزرگ ایتالیا و جایزه بزرگ سائوپائولو در این فصل به این شکل برگزار شد.
این رقابت‌ها به این شکل است که زمانگیری به جای روز شنبه در روز جمعه انجام شود و در روز شنبه یک مسابقه ای با یک سوم رقابت اصلی باشد. در نهایت نتیجه پایان مسابقه جایگاه شرکت کننده برای مسابقه فردا خواهد بود.

### خودرو ایمنی
در این فصل خودرو ایمنی و پزشکی جدیدی به مرسدس-آام‌گ جی‌تی آر ملحق شدند. استون مارتین ونتیج به خودرو ایمنی و استون مارتین دی‌بی‌اکس نیز به خودرو پزشکی تبدیل شدند.

## تست‌های پیش‌فصل
تست‌های پیش‌فصل قرار بود در پیست بارسلون-کاتالونیا برگزار شود که به پیست بین‌المللی بحرین سخیر منتقل شد.
تست‌های پیش‌فصل در ۳ مرحله برگزار شد.
| رده   | تست ۱         | تست ۱  | تست ۲        | تست ۲        | تست ۳        | تست ۳     |
| رده   | راننده        | تیم    | راننده       | تیم          | راننده       | تیم       |
| ----- | ------------- | ------ | ------------ | ------------ | ------------ | --------- |
| ۱     | ماکس فرستاپن  | ردبول  | والتری بوتاس | مرسدس        | ماکس فرستاپن | ردبول     |
| ۲     | لاندو نوریس   | مک‌لارن | پیر گاسلی    | آلفاتاوری    | یوکی سونودا  | آلفاتاوری |
| ۳     | استابان اوکون | آلپاین | لانس استرول  | استون مارتین | کارلوس ساینز | فراری     |
| منابع | [ ۷۲ ]        | [ ۷۲ ] | [ ۷۳ ]       | [ ۷۳ ]       | [ ۷۴ ]       | [ ۷۴ ]    |

## نتایج و رده‌بندی

### سیستم امتیازدهی
امتیازهای مسابقه به ده رانندهٔ برتر و راننده‌ای که سریع‌ترین زمان را برای طی یک دور پیست به ثبت برساند تعلق می‌گیرد؛ امتیاز مربوط به سریع‌ترین دور پیست تنها در صورتی به راننده داده می‌شود که او در میان ده رانندهٔ برتر مسابقه قرار گیرد. در هر مسابقه امتیازها بر پایهٔ الگوی امتیازدهی زیر به رانندگان تعلق می‌گیرد:
|                | جایگاه   | اول | دوم | سوم | چهارم | پنجم | ششم | هفتم | هشتم | نهم | دهم | س.د. |
| -------------- | -------- | --- | --- | --- | ----- | ---- | --- | ---- | ---- | --- | --- | ---- |
| مسابقه اصلی    | امتیازات | ۲۵  | ۱۸  | ۱۵  | ۱۲    | ۱۰   | ۸   | ۶    | ۴    | ۲   | ۱   | ۱    |
| مسابقه اسپرینت | امتیازات | ۳   | ۲   | ۱   |       |      |     |      |      |     |     |      |

برای اینکه امتیازهای کامل به شرکت‌کنندگان تعلق گیرد، نفر اول باید حداقل ۷۵٪ از کل مسافت تعیین‌شده برای مسابقه را طی کرده‌باشد؛ به عبارتی اگر پیش از طی شدن ۳⁄۴ از مسافت کلی توسط نفر اول، مسابقه متوقف شود، امتیازها به‌طور کامل تقسیم نخواهد شد. در صورتی که نفر اول حداقل ۲ دور را طی کرده‌باشد اما مجموع مسافت طی‌شده توسط او از ۷۵٪ مسافت کل کمتر باشد، نصف امتیازهای مقرر به شرکت‌کنندگان تعلق خواهد گرفت. امتیاز سریع‌ترین دور پیست تنها در صورتی به راننده می‌رسد که او در میان ده نفر برتر مسابقه قرار بگیرد. در صورتی که دو راننده در انتهای مسابقه نتایج برابر با یکدیگر به‌دست آورند، از یک سیستم شمارش معکوس برای شکستن این برابری استفاده خواهد شد که طبق آن از بهترین نتیجهٔ راننده/سازنده برای تصمیم‌گیری در خصوص جایگاه‌ها استفاده می‌شود.

### رده‌بندی قهرمانی جهان رانندگان
| ج. | راننده            | بحرین | ایمولا | پرتغال | اسپانیا | موناکو | آذربایجان | فرانسه | اشتیریا | اتریش | بریتانیا | مجارستان | بلژیک | هلند | ایتالیا | روسیه | ترکیه | آمریکا | مکزیکو | سائو پ. | قطر | عربستان | ابوظبی | امتیاز |
| -- | ----------------- | ----- | ------ | ------ | ------- | ------ | --------- | ------ | ------- | ----- | -------- | -------- | ----- | ---- | ------- | ----- | ----- | ------ | ------ | ------- | --- | ------- | ------ | ------ |
| ۱  | مکس ورستپن        | ۲     | ۱      | ۲      | ۲       | ۱      | ۱۸†       | ۱      | ۱       | ۱     | ب.۱      | ۹        | ۱     | ۱    | ب.۲     | ۲     | ۲     | ۱      | ۱      | ۲       | ۲   | ۲       | ۱      | ۳۹۵٫۵  |
| ۲  | لوییس همیلتون     | ۱     | ۲      | ۱      | ۱       | ۷      | ۱۵        | ۲      | ۲       | ۴     | ۱۲       | ۲        | ۳     | ۲    | ب.      | ۱     | ۵     | ۲      | ۲      | ۱       | ۱   | ۱       | ۲      | ۳۸۷٫۵  |
| ۳  | والتری بوتاس      | ۳     | ب.     | ۳      | ۳       | ب.     | ۱۲        | ۴      | ۳       | ۲     | ۳        | ب.       | ۱۲    | ۳    | ۳۱      | ۵     | ۱     | ۶      | ۱۵     | ۳۱      | ب.  | ۳       | ۶      | ۲۲۶    |
| ۴  | سرجیو پرز         | ۵     | ۱۱     | ۴      | ۵       | ۴      | ۱         | ۳      | ۴       | ۶     | ۱۶       | ب.       | ۱۹    | ۸    | ۵       | ۹     | ۳     | ۳      | ۳      | ۴       | ۴   | ب.      | ۱۵†    | ۱۹۰    |
| ۵  | کارلوس ساینز      | ۸     | ۵      | ۱۱     | ۷       | ۲      | ۸         | ۱۱     | ۶       | ۵     | ۶        | ۳        | ۱۰    | ۷    | ۶       | ۳     | ۸     | ۷      | ۶      | ۶۳      | ۷   | ۸       | ۳      | ۱۶۴٫۵  |
| ۶  | لاندو نوریس       | ۴     | ۳      | ۵      | ۸       | ۳      | ۵         | ۵      | ۵       | ۳     | ۴        | ب.       | ۱۴    | ۱۰   | ۲       | ۷     | ۷     | ۸      | ۱۰     | ۱۰      | ۹   | ۱۰      | ۷      | ۱۶۰    |
| ۷  | شارل لکلرک        | ۶     | ۴      | ۶      | ۴       | ع.ش.   | ۴         | ۱۶     | ۷       | ۸     | ۲        | ب.       | ۸     | ۵    | ۴       | ۱۵    | ۴     | ۴      | ۵      | ۵       | ۸   | ۷       | ۱۰     | ۱۵۹    |
| ۸  | دنیل ریکیاردو     | ۷     | ۶      | ۹      | ۶       | ۱۲     | ۹         | ۶      | ۱۳      | ۷     | ۵        | ۱۱       | ۴     | ۱۱   | ۱۳      | ۴     | ۱۳    | ۵      | ۱۲     | ب.      | ۱۲  | ۵       | ۱۲     | ۱۱۵    |
| ۹  | پیر گسلی          | ۱۷†   | ۷      | ۱۰     | ۱۰      | ۶      | ۳         | ۷      | ب.      | ۹     | ۱۱       | ۵        | ۶     | ۴    | ب.      | ۱۳    | ۶     | ب.     | ۴      | ۷       | ۱۱  | ۶       | ۵      | ۱۱۰    |
| ۱۰ | فرناندو آلونسو    | ب.    | ۱۰     | ۸      | ۱۷      | ۱۳     | ۶         | ۸      | ۹       | ۱۰    | ۷        | ۴        | ۱۱    | ۶    | ۸       | ۶     | ۱۶    | ب.     | ۹      | ۹       | ۳   | ۱۳      | ۸      | ۸۱     |
| ۱۱ | استابان اوکون     | ۱۳    | ۹      | ۷      | ۹       | ۹      | ب.        | ۱۴     | ۱۴      | ب.    | ۹        | ۱        | ۷     | ۹    | ۱۰      | ۱۴    | ۱۰    | ب.     | ۱۳     | ۸       | ۵   | ۴       | ۹      | ۷۴     |
| ۱۲ | سباستین فتل       | ۱۵    | ۱۵†    | ۱۳     | ۱۳      | ۵      | ۲         | ۹      | ۱۲      | ۱۷†   | ب.       | ر.ص.     | ۵     | ۱۳   | ۱۲      | ۱۲    | ۱۸    | ۱۰     | ۷      | ۱۱      | ۱۰  | ب.      | ۱۱     | ۴۳     |
| ۱۳ | لنس استرول        | ۱۰    | ۸      | ۱۴     | ۱۱      | ۸      | ب.        | ۱۰     | ۸       | ۱۳    | ۸        | ب.       | ۲۰    | ۱۲   | ۷       | ۱۱    | ۹     | ۱۲     | ۱۴     | ب.      | ۶   | ۱۱      | ۱۳     | ۳۴     |
| ۱۴ | یوکی سونودا       | ۹     | ۱۲     | ۱۵     | ب.      | ۱۶     | ۷         | ۱۳     | ۱۰      | ۱۲    | ۱۰       | ۶        | ۱۵    | ب.   | ع.ش.    | ۱۷    | ۱۴    | ۹      | ب.     | ۱۵      | ۱۳  | ۱۴      | ۴      | ۳۲     |
| ۱۵ | جورج راسل         | ۱۴    | ب.     | ۱۶     | ۱۴      | ۱۴     | ۱۷†       | ۱۲     | ب.      | ۱۱    | ۱۲       | ۸        | ۲     | ۱۷†  | ۹       | ۱۰    | ۱۵    | ۱۴     | ۱۶     | ۱۳      | ۱۷  | ب.      | ب.     | ۱۶     |
| ۱۶ | کیمی رایکونن      | ۱۱    | ۱۳     | ب.     | ۱۲      | ۱۱     | ۱۰        | ۱۷     | ۱۱      | ۱۵    | ۱۵       | ۱۰       | ۱۸    | ک.ک. |         | ۸     | ۱۲    | ۱۳     | ۸      | ۱۲      | ۱۴  | ۱۵      | ب.     | ۱۰     |
| ۱۷ | نیکلاس لطیفی      | ۱۸†   | ب.     | ۱۸     | ۱۶      | ۱۵     | ۱۶        | ۱۸     | ۱۷      | ۱۶    | ۱۴       | ۷        | ۹     | ۱۶   | ۱۱      | ۱۹†   | ۱۷    | ۱۵     | ۱۷     | ۱۶      | ب.  | ۱۲      | ب.     | ۷      |
| ۱۸ | آنتونیو جوویناتزی | ۱۲    | ۱۴     | ۱۲     | ۱۵      | ۱۰     | ۱۱        | ۱۵     | ۱۵      | ۱۴    | ۱۳       | ۱۳       | ۱۳    | ۱۴   | ۱۳      | ۱۶    | ۱۱    | ۱۱     | ۱۱     | ۱۴      | ۱۵  | ۹       | ب.     | ۳      |
| ۱۹ | میک شوماخر        | ۱۶    | ۱۶     | ۱۷     | ۱۸      | ۱۸     | ۱۳        | ۱۹     | ۱۶      | ۱۸    | ۱۸       | ۱۲       | ۱۶    | ۱۸   | ۱۵      | ب.    | ۱۹    | ۱۶     | ب.     | ۱۸      | ۱۶  | ب.      | ۱۴     | ۰      |
| ۲۰ | رابرت کوبیکا      |       |        |        |         |        |           |        |         |       |          |          |       | ۱۵   | ۱۴      |       |       |        |        |         |     |         |        | ۰      |
| ۲۱ | نیکیتا مازپین     | ب.    | ۱۷     | ۱۹     | ۱۹      | ۱۷     | ۱۴        | ۲۰     | ۱۸      | ۱۹    | ۱۷       | ب.       | ۱۷    | ب.   | ب.      | ۱۸    | ۲۰    | ۱۷     | ۱۸     | ۱۷      | ۱۸  | ب.      | ک.ک.   | ۰      |
| ج. | راننده            | بحرین | ایمولا | پرتغال | اسپانیا | موناکو | آذربایجان | فرانسه | اشتیریا | اتریش | بریتانیا | مجارستان | بلژیک | هلند | ایتالیا | روسیه | ترکیه | آمریکا | مکزیکو | سائو پ. | قطر | عربستان | ابوظبی | امتیاز |

| کلیدها  | کلیدها                              |
| رنگ     | نتیجه                               |
| ------- | ----------------------------------- |
| طلایی   | برنده                               |
| نقره‌ای  | جایگاه دوم                          |
| برنزی   | جایگاه سوم                          |
| سبز     | سایر جایگاه‌های امتیازدار            |
| آبی     | سایر جایگاه‌های رده‌بندی شده          |
| آبی     | رده‌بندی نشده، به پایان رسانده(ر.ن.) |
| بنفش    | رده‌بندی نشده، بازنشست (ب.)          |
| قرمز    | عدم احراز صلاحیت (ع.ص.)             |
| قرمز    | عدم احراز صلاحیت اولیه (ع.ص.ا.)     |
| سیاه    | رد صلاحیت شده (ر.ص.)                |
| سفید    | عدم شروع (ع.ش.)                     |
| سفید    | لغو مسابقه (ل.)                     |
| خالی    | تمرین نکرده (ت.ن.)                  |
| خالی    | محروم شده (م.)                      |
| خالی    | عدم رسیدن (ع.ر.)                    |
| خالی    | کنار کشیده (ک.ک.)                   |
| شکل متن | معنا                                |
| پررنگ   | پول پوزیشن                          |
| ایتالیک | سریع‌ترین دور                        |

یادداشت‌ها:
- – راننده گراند پری را به پایان نرسانده، اما با توجه به طی بیش از ۷۵٪ مسافت کل مسابقه، در رده‌بندی قرار گرفته‌است.
- در جایزه‌بزرگ بلژیک، به‌دلیل شرایط ناهموار مسابقه و باران شدید، نصف امتیاز به رانندگان اهدا شد.[۷۶][۷۷]

### رده‌بندی قهرمانی جهان سازندگان
| ج.    | سازنده                 | بحرین | ایمولا | پرتغال | اسپانیا | موناکو | آذربایجان | فرانسه | اشتیریا | اتریش | بریتانیا | مجارستان | بلژیک | هلند | ایتالیا | روسیه | ترکیه | آمریکا | مکزیکو | سائو پ. | قطر | عربستان | ابوظبی | امتیاز |
| ----- | ---------------------- | ----- | ------ | ------ | ------- | ------ | --------- | ------ | ------- | ----- | -------- | -------- | ----- | ---- | ------- | ----- | ----- | ------ | ------ | ------- | --- | ------- | ------ | ------ |
| ۱     | مرسدس                  | ۱     | ۲      | ۱      | ۱       | ۷      | ۱۵        | ۲      | ۲       | ۴     | ۱۲       | ۲        | ۳     | ۲    | ب.      | ۱     | ۵     | ۲      | ۲      | ۱       | ۱   | ۱       | ۲      | ۶۱۳٫۵  |
| ۱     | مرسدس                  | ۳     | ب.     | ۳      | ۳       | ب.     | ۱۲        | ۴      | ۳       | ۲     | ۳        | ب.       | ۱۲    | ۳    | ۳۱      | ۵     | ۱     | ۶      | ۱۵     | ۳۱      | ب.  | ۳       | ۶      | ۶۱۳٫۵  |
| ۲     | رد بول ریسینگ-هوندا    | ۲     | ۱      | ۲      | ۲       | ۱      | ۱۸†       | ۱      | ۱       | ۱     | ب.۱      | ۹        | ۱     | ۱    | ب.۲     | ۲     | ۲     | ۱      | ۱      | ۲       | ۲   | ۲       | ۱      | ۵۸۵٫۵  |
| ۲     | رد بول ریسینگ-هوندا    | ۵     | ۱۱     | ۴      | ۵       | ۴      | ۱         | ۳      | ۴       | ۶     | ۱۶       | ب.       | ۱۹    | ۸    | ۵       | ۹     | ۳     | ۳      | ۳      | ۴       | ۴   | ب.      | ۱۵†    | ۵۸۵٫۵  |
| ۳     | فراری                  | ۶     | ۴      | ۶      | ۴       | ع.ش.   | ۴         | ۱۶     | ۷       | ۸     | ۲        | ب.       | ۸     | ۵    | ۴       | ۱۵    | ۴     | ۴      | ۵      | ۵       | ۸   | ۷       | ۱۰     | ۳۲۳٫۵  |
| ۳     | فراری                  | ۸     | ۵      | ۱۱     | ۷       | ۲      | ۸         | ۱۱     | ۶       | ۵     | ۶        | ۳        | ۱۰    | ۷    | ۶       | ۳     | ۸     | ۷      | ۶      | ۶۳      | ۷   | ۸       | ۳      | ۳۲۳٫۵  |
| ۴     | مک‌لارن-مرسدس           | ۴     | ۳      | ۵      | ۸       | ۳      | ۵         | ۵      | ۵       | ۳     | ۴        | ب.       | ۱۴    | ۱۰   | ۲       | ۷     | ۷     | ۸      | ۱۰     | ۱۰      | ۹   | ۱۰      | ۷      | ۲۷۵    |
| ۴     | مک‌لارن-مرسدس           | ۷     | ۶      | ۹      | ۶       | ۱۲     | ۹         | ۶      | ۱۳      | ۷     | ۵        | ۱۱       | ۴     | ۱۱   | ۱۳      | ۴     | ۱۳    | ۵      | ۱۲     | ب.      | ۱۲  | ۵       | ۱۲     | ۲۷۵    |
| ۵     | آلپاین-رنو             | ۱۳    | ۹      | ۷      | ۹       | ۹      | ب.        | ۱۴     | ۱۴      | ب.    | ۹        | ۱        | ۷     | ۹    | ۱۰      | ۱۴    | ۱۰    | ب.     | ۱۳     | ۸       | ۵   | ۴       | ۹      | ۱۵۵    |
| ۵     | آلپاین-رنو             | ب.    | ۱۰     | ۸      | ۱۷      | ۱۳     | ۶         | ۸      | ۹       | ۱۰    | ۷        | ۴        | ۱۱    | ۶    | ۸       | ۶     | ۱۶    | ب.     | ۹      | ۹       | ۳   | ۱۳      | ۸      | ۱۵۵    |
| ۶     | آلفاتاوری-هوندا        | ۹     | ۱۲     | ۱۵     | ب.      | ۱۶     | ۷         | ۱۳     | ۱۰      | ۱۲    | ۱۰       | ۶        | ۱۵    | ب.   | ع.ش.    | ۱۷    | ۱۴    | ۹      | ب.     | ۱۵      | ۱۳  | ۱۴      | ۴      | ۱۴۲    |
| ۶     | آلفاتاوری-هوندا        | ۱۷†   | ۷      | ۱۰     | ۱۰      | ۶      | ۳         | ۷      | ب.      | ۹     | ۱۱       | ۵        | ۶     | ۴    | ب.      | ۱۳    | ۶     | ب.     | ۴      | ۷       | ۱۱  | ۶       | ۵      | ۱۴۲    |
| ۷     | استون مارتین-مرسدس     | ۱۰    | ۸      | ۱۴     | ۱۱      | ۸      | ب.        | ۱۰     | ۸       | ۱۳    | ۸        | ب.       | ۲۰    | ۱۲   | ۷       | ۱۱    | ۹     | ۱۲     | ۱۴     | ب.      | ۶   | ۱۱      | ۱۳     | ۷۷     |
| ۷     | استون مارتین-مرسدس     | ۱۵    | ۱۵†    | ۱۳     | ۱۳      | ۵      | ۲         | ۹      | ۱۲      | ۱۷†   | ب.       | ر.ص.     | ۵     | ۱۳   | ۱۲      | ۱۲    | ۱۸    | ۱۰     | ۷      | ۱۱      | ۱۰  | ب.      | ۱۱     | ۷۷     |
| ۸     | ویلیامز-مرسدس          | ۱۴    | ب.     | ۱۶     | ۱۴      | ۱۴     | ۱۷†       | ۱۲     | ب.      | ۱۱    | ۱۲       | ۸        | ۲     | ۱۷†  | ۹       | ۱۰    | ۱۵    | ۱۴     | ۱۶     | ۱۳      | ۱۷  | ب.      | ب.     | ۲۳     |
| ۸     | ویلیامز-مرسدس          | ۱۸†   | ب.     | ۱۸     | ۱۶      | ۱۵     | ۱۶        | ۱۸     | ۱۷      | ۱۶    | ۱۴       | ۷        | ۹     | ۱۶   | ۱۱      | ۱۹†   | ۱۷    | ۱۵     | ۱۷     | ۱۶      | ب.  | ۱۲      | ب.     | ۲۳     |
| ۹     | آلفارومئو ریسینگ-فراری | ۱۱    | ۱۳     | ب.     | ۱۲      | ۱۱     | ۱۰        | ۱۷     | ۱۱      | ۱۵    | ۱۵       | ۱۰       | ۱۸    | ک.ک. |         | ۸     | ۱۲    | ۱۳     | ۸      | ۱۲      | ۱۴  | ۱۵      | ب.     | ۱۳     |
| ۹     | آلفارومئو ریسینگ-فراری | ۱۲    | ۱۴     | ۱۲     | ۱۵      | ۱۰     | ۱۱        | ۱۵     | ۱۵      | ۱۴    | ۱۳       | ۱۳       | ۱۳    | ۱۴   | ۱۳      | ۱۶    | ۱۱    | ۱۱     | ۱۱     | ۱۴      | ۱۵  | ۹       | ب.     | ۱۳     |
| ۱۰    | هاس-فراری              | ۱۶    | ۱۶     | ۱۷     | ۱۸      | ۱۸     | ۱۳        | ۱۹     | ۱۶      | ۱۸    | ۱۸       | ۱۲       | ۱۶    | ۱۸   | ۱۵      | ب.    | ۱۹    | ۱۶     | ب.     | ۱۸      | ۱۶  | ب.      | ۱۴     | ۰      |
| ۱۰    | هاس-فراری              | ب.    | ۱۷     | ۱۹     | ۱۹      | ۱۷     | ۱۴        | ۲۰     | ۱۸      | ۱۹    | ۱۷       | ب.       | ۱۷    | ب.   | ب.      | ۱۸    | ۲۰    | ۱۷     | ۱۸     | ۱۷      | ۱۸  | ب.      | ک.ک.   | ۰      |
| ج.    | سازنده                 | بحرین | ایمولا | پرتغال | اسپانیا | موناکو | آذربایجان | فرانسه | اشتیریا | اتریش | بریتانیا | مجارستان | بلژیک | هلند | ایتالیا | روسیه | ترکیه | آمریکا | مکزیکو | سائو پ. | قطر | عربستان | ابوظبی | امتیاز |
| منبع: |                        |       |        |        |         |        |           |        |         |       |          |          |       |      |         |       |       |        |        |         |     |         |        |        |

| کلیدها  | کلیدها                              |
| رنگ     | نتیجه                               |
| ------- | ----------------------------------- |
| طلایی   | برنده                               |
| نقره‌ای  | جایگاه دوم                          |
| برنزی   | جایگاه سوم                          |
| سبز     | سایر جایگاه‌های امتیازدار            |
| آبی     | سایر جایگاه‌های رده‌بندی شده          |
| آبی     | رده‌بندی نشده، به پایان رسانده(ر.ن.) |
| بنفش    | رده‌بندی نشده، بازنشست (ب.)          |
| قرمز    | عدم احراز صلاحیت (ع.ص.)             |
| قرمز    | عدم احراز صلاحیت اولیه (ع.ص.ا.)     |
| سیاه    | رد صلاحیت شده (ر.ص.)                |
| سفید    | عدم شروع (ع.ش.)                     |
| سفید    | لغو مسابقه (ل.)                     |
| خالی    | تمرین نکرده (ت.ن.)                  |
| خالی    | محروم شده (م.)                      |
| خالی    | عدم رسیدن (ع.ر.)                    |
| خالی    | کنار کشیده (ک.ک.)                   |
| شکل متن | معنا                                |
| پررنگ   | پول پوزیشن                          |
| ایتالیک | سریع‌ترین دور                        |

یادداشت‌ها
- – راننده گراند پری را به پایان نرسانده، اما با توجه به طی کردن بیش از ۷۵٪ از مسافت کل مسابقه، در رده‌بندی قرار گرفته‌است.